# Dánsko na Letních olympijských hrách 1948
Dánsko se účastnilo Letní olympiády 1948 v Londýně. Zastupovalo ho 162 sportovců (144 mužů a 18 žen) v 17 sportech.

## Medailisté
| Medaile | Jméno | Sport         | Soutěž                          |
| ------- | --- | ------------- | ------------------------------- |
| Zlato   | Karen Hoffová | Kanoistika    | Ženy K1 500 m                   |
| Zlato   | Carl-Ebbe Andersen Tage Henriksen Finn Pedersen | Veslování     | Muži dvojka s kormidelníkem     |
| Zlato   | Greta Andersenová | Plavání       | Ženy 100 m volný způsob         |
| Zlato   | Karen Harupová | Plavání       | Ženy 100 m znak                 |
| Zlato   | Paul Elvstrøm | Jachting      | Muži Firefly Class              |
| Stříbro | Johan Andersen | Kanoistika    | Muži K1 1 000 m                 |
| Stříbro | Ejvind Hansen Jacob Jensen | Kanoistika    | Muži K2 1 000 m                 |
| Stříbro | Karen Lachmannová | Šerm          | Ženy fleret jednotlivci         |
| Stříbro | Aage Larsen Ebbe Parsner | Veslování     | Muži dvojskif                   |
| Stříbro | Ib Storm Larsen Helge Schrøder Helge Halkjær Aksel Hansen | Veslování     | Muži čtyřka bez kormidelníka    |
| Stříbro | Karen Harupová | Plavání       | Ženy 400 m volný způsob         |
| Stříbro | Eva Riise Greta Andersenová Fritze Carstensen-Nathansen Karen Harupová | Plavání       | Ženy štafeta 4×100 m volný styl |
| Bronz   | Lily Carlstedtová | Atletika      | Ženy hod oštěpem                |
| Bronz   | Svend Vad | Box           | Muži lehká váha do 62 kg        |
| Bronz   | Axel Schandorff | Cyklistika    | Muži 1 000 m sprint             |
| Bronz   | Birte Christoffersenová | Skoky do vody | Ženy věž 10 m                   |
| Bronz   | Børge Nielsen Jørgen Olsen Harry Knudsen Erik Larsen Henry Larsen | Veslování     | Muži čtyřka s kormidelníkem     |
| Bronz   | Eigil Nielsen Viggo Jensen Knud Borge Overgaard Axel Pilmark Dion Ørnvold Ivan Jensen Johannes Plöger Knud Lundberg Carl Aage Præst John Hansen Jørgen Leschly Sørensen Holger Seebach Karl Aage Hansen | Fotbal        | Turnaj mužů                     |
| Bronz   | Christian Hansen | Zápas         | řecko-římský do 73 kg           |
| Bronz   | Klaus Baess Ole Berntsen William Berntsen | Jachting      | Muži Dragon                     |